# Eve's Plum
Eve's Plum was een rockband uit de Verenigde Staten. De band is opgericht door de tweelingbroers Michael en Benjamin Kotch. De band is genoemd naar de actrice Eve Plumb, die de rol van Jan Brady speelde in The Brady Bunch.
Ze namen twee albums op: Envy (1993) en Cherry Alive (1995), voordat ze in 1998 uit elkaar gingen. Daarna begon zangeres Colleen Fitzpatrick een solocarrière onder de naam Vitamin C.